# Leopardus emiliae
Leopardus emiliae — вид хижих ссавців з родини котових (Felidae). Це один з найменших котів у роду Leopardus. Він зустрічається на південь від нижньої течії Амазонки в бразильських штатах Пара, Токантінс, Мараньян, Сеара, Ріо-Гранді-ду-Норті, Параїба, Пернамбуку, Алагоас, Баїя та Гояс.
Таксон приєднано до Leopardus tigrinus.

## Таксономічна примітка
Таксон відділено від L. tigrinus. Видовий епітет emiliae є епонімом, який стосується імені людини, яка відкрила вид і якій він був присвячений, доктора Емілі Снетлаге.
Вперше L. emiliae був науково описаний у 1914 році британським зоологом Олдфілдом Томасом під назвою Felis emiliae. Його колега Джон А. Аллен у 1919 році виділив цей таксон як підвид Oncifelis guttula emiliae. У 1958 році Кабрера поставив під сумнів достовірність таксону, оскільки Томас не порівняв форму зі зразками з Французької Гвіани і синонімізував цього кота з Felis (Leopardus) tigrinus tigrinus, чому слідували пізніші автори. Через різне забарвлення шерсті та, перш за все, після порівняння морфометрії черепа, у 2017 році таксон знову отримав статус самостійного виду.

## Особливості
Довжина голови і тіла від 41.5 до 51 см, хвіст завдовжки 26–32 см і вага від 1.27 до 3.5 кг. Довжина задніх лап становить від 105 до 116 мм, а вуха — від 37 до 52 мм. Хутро відносно грубе. Основне забарвлення спини і боків світло-жовте, сіро-жовте чи дуже світло-жовто-коричневе. Черево білувате, дуже світло-сіре або злегка жовтувате з деякими невеликими або середніми темними плямами. На боках тулуба є невеликі круглі темні розетки, які не об'єднуються. Краї розеток тонкі та зазвичай зламані. Деякі екземпляри мають чорні смуги, що проходять від центру спини до основи хвоста. Особи-меланісти невідомі.

## Поширення
Ендемік Бразилії.
Цей кіт живе в чотирьох різних екосистемах: дощовий ліс південно-східного басейну Амазонки, Атлантичний дощовий ліс, напівпосушлива Каатінга, савани північного й середнього Серрадо.

## Спосіб життя
Харчова поведінка в дикій природі досі недостатньо вивчена. Поживою є ящірки, коники, багатоніжки, жуки, птахи, незначний процент гризунів (оскільки їхня чисельність тут відносно низька). У Каатінзі L. emiliae ведуть більш денний спосіб життя, ніж в інших регіонах свого ареалу, що пояснює відносно високу частку денних ящірок у раціону.